# بنك صومالي فيرست
بنك صومالي فيرست (FSB) إحدى البنوك الصومالية ويقع مقره الرئيسي في العاصمة الصومالية مقديشو.

## خلفية
تأسس بنك صومالي فيرست في مايو 2012 على يد ليبان عبدي عقال. وهو أول بنك تجاري يتم افتتاحه في جنوب الصومال منذ عام 1991.
يقدم البنك، وهو مؤسسة مالية إسلامية، الخدمات المصرفية الشخصية والخدمات المصرفية التجارية، وكذلك الخدمات المصرفية عبر الهاتف المحمول والخدمات المصرفية عبر الإنترنت، كما يوفر خدمات تحويل الأموال للعملاء.
في منتصف عام 2012، نظم بنك صومالي فيرست أول مؤتمر له ضمن مبادرة تيد (TEDx)، بهدف عرض التحسينات في الأعمال التجارية المحلية والتنمية والأمن للمستثمرين الصوماليين والدوليين المحتملين.
كان ألبرت فالك أول من يشغل منصب الرئيس التنفيذي للبنك في الفترة ما بين يناير 2012 ونهاية يونيو 2012، و أشرف على الإعلان الرسمي عن إنشاء البنك وبدء أعماله وكذلك إنشاء محفظة المنتجات.

## روابط خارجية
- بنك صومالي فيرست
- نشرة الإصدار الأولى للبنك الصومالي 2012[وصلة مكسورة]